# Рача (станція)
Рача — проміжна залізнична станція, розташована на лінії Овруч — Вільча, підпорядкована Коростенській дирекції залізничних перевезень Південно-Західної залізниці.

## Загальний опис
Розташована біля села Радча Народицького району. Станція є передостанньою на лінії Овруч — Вільча, ділянка Вільча — Семиходи після 1986 року була підпорядкована Адміністрації Чорнобильської зони відчуження (відрізок Вільча — Янів передано УЗ влітку 2018 року).
Станція виникла 1930 року при будівництві залізниці Овруч — Чернігів.
До аварії на ЧАЕС через станцію проходив поїзд Москва-Хмельницький, а також декілька дизель-поїздів в бік ст. Янів та Овруч.
До Овруча на початку 2000-х рр. курсував вантажно-пасажирський поїзд. Нині лінією здійснюється лише вантажний рух.
Станом на 2013 рік станція Рача законсервована.